# گراداشنیتسا (پیروت)
گراداشنیتسا (به صربی: Gradašnica) یک منطقهٔ مسکونی در صربستان است که در پیروت واقع شده‌است. گراداشنیتسا ۴۱۲ نفر جمعیت دارد.